# Squilla mantis
Squilla mantis ist eine Art der Fangschreckenkrebse, welche in flachen Küstengewässern des Mittelmeeres und des östlichen Atlantischen Ozeans vorkommt. Örtlich in diesem Verbreitungsgebiet ist das Tier als „Pacchero“ bekannt; seine Häufigkeit führte dazu, dass es die einzige Art Fangschreckenkrebse ist, welche kommerziell im Mittelmeer befischt wird.

## Beschreibung
Die Erstbeschreibung erfolgte 1758 von Linné unter der Bezeichnung Cancer mantis.
Individuen erreichen eine Körperlänge von bis zu 200 Millimetern. Innerhalb der Fangschreckenkrebse ist S. mantis zu den „Speerern“ zu rechnen, das heißt, mit den Fang-Scheren kann die angegriffene Beute durchbohrt werden. Der Körper besitzt eine weitestgehend einheitlich braune Färbung, davon mit weißem Rand abgesetzt, ebenfalls in brauner Färbung, zwei Augenflecke an der Basis des Telsons.
Im Bereich der Aquaristik werden wohl auch andere Arten, die auch "Schmetterer" umfassen können, unter der als Sammelbegriff genutzten Bezeichnung Squilla mantis vertrieben.

## Lebensraum und ökologische Beziehungen

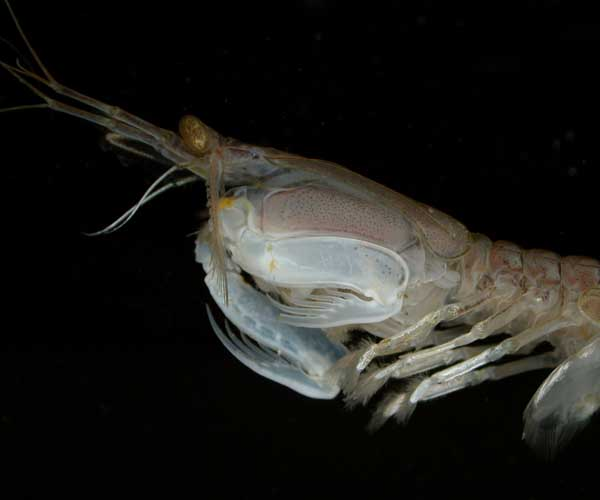
Vordere Hälfte von S. mantis, die (hellen) Beutefang-Scheren/-Klauen sind sichtbar.

S. mantis bewohnt die Küste des Mittelmeeres und angrenzender warmer Teile des östlichen Atlantischen Ozeans. Das übliche Biotop weist schlammige und sandige Böden auf, in denen die Wohnhöhlen gegraben werden. Tagsüber verbleiben die Tiere in diesen Höhlen, welche nur nachts für die Jagd und in Winternächten auch für die Vermehrung verlassen werden.
Die Art ist entlang der gesamten Mittelmeerküste zu finden und im Atlantik ab dem Golf von Cádiz südwärts bis Angola, ebenso rund um die Kanarischen Inseln und Madeira. In historischen Zeiten gibt es Funde in der Biskaya und rund um die Britischen Inseln, doch fehlen junge Nachweise für ein Vorkommen in diesen Gebieten. Große Populationen treten insbesondere dann auf, wenn Flüsse mit großen Zuflussvolumina in einem Gebiet mit für das Graben geeigneter Böden in das Meer münden. Im Mittelmeer ist das der Fall bei den Mündungen und Deltas von Nil, Po, Ebro und Rhône.
Die Knallkrebsart Athanas amazone ist oft in den von S. mantis gegrabenen Höhlen zu finden, obwohl der Knallkrebs eine ähnliche Größe wie im Beutespektrum von S. mantis vorkommende Arten hat. Inwieweit diese zwei Arten symbiotisch, kommensalisch oder anderweitig organisiert zusammenleben, ist unbekannt, wenngleich ein ähnlicher Fall zwischen den Arten Athanas squillophilus (höhlenbewohnend) und Oratosquilla oratoria (höhlengrabend) in japanischen Gewässern bekannt ist.

## Fischerei

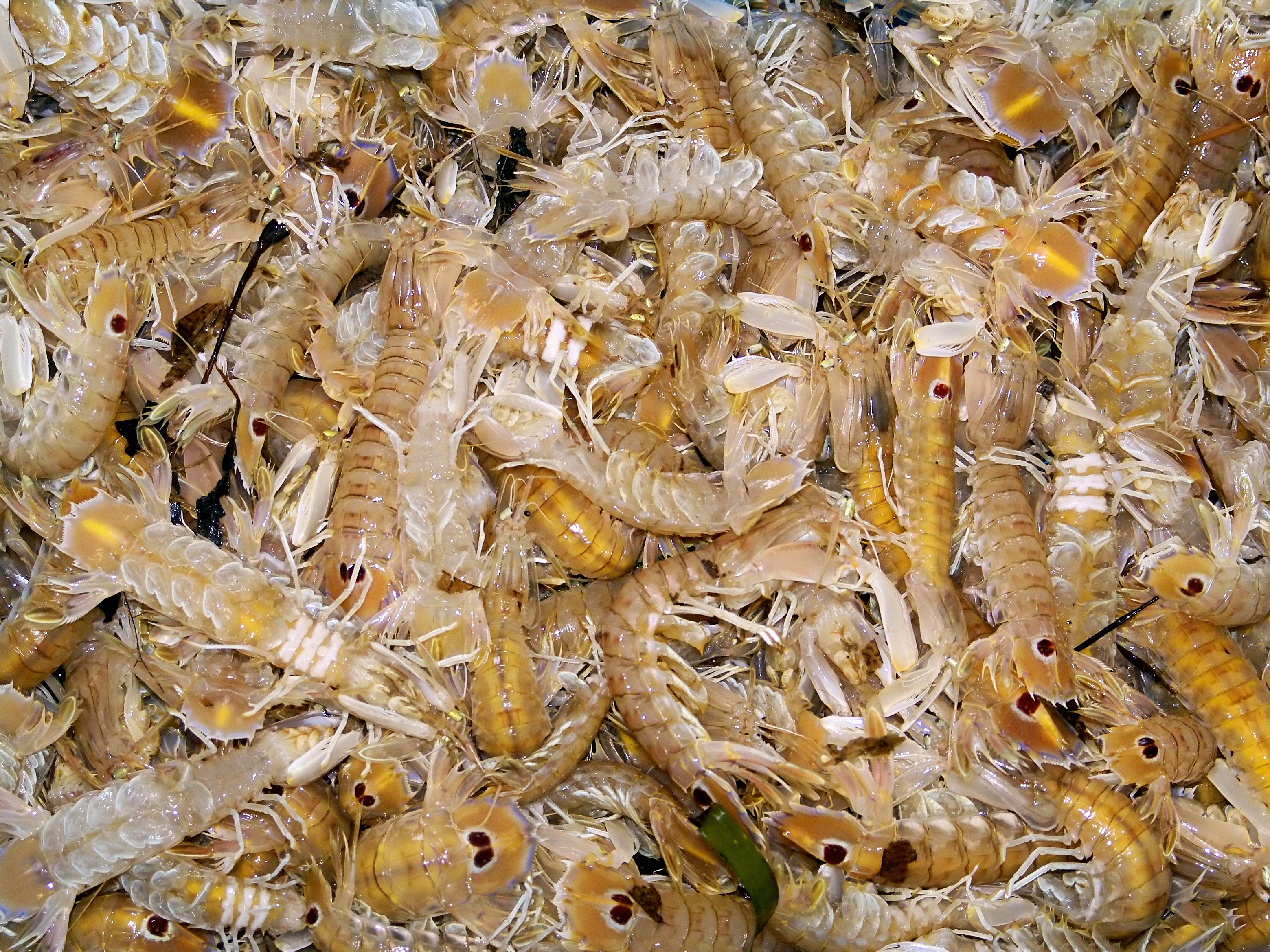
Squilla mantis zum Verkauf auf einem katalanischen Markt

S. mantis ist der einzige einheimische Fangschreckenkrebs, der in wirtschaftlich relevanten Mengen im Mittelmeer befischt wird. Die Jahresfangmenge, in Europa entnommen, lag 2015 bei 6441 Tonnen, rund 82 % davon wurden in Italien angelandet. Außerhalb des Mittelmeergebiets (Andalusien, Golf-von-Cádiz-Küste) gelangen die Tiere unter dem Namen "Galeras" in den Handel und in die Küche.